# Erich Böhme (Architekt)
Erich Böhme (* 27. September 1925 in Nestomitz, Tschechoslowakei; † 5. August 2001) war ein deutscher Bauingenieur und Architekt, der viele Jahre im Leipziger Wohnungsbau tätig war.

## Leben und Wirken
Böhme wurde als Sohn eines Maurers geboren und erlernte ebenfalls das Maurerhandwerk. Er ließ sich zum Industriekaufmann umschulen und studierte von 1950 bis 1953 an der Fachschule für Bauwesen in Gotha. Er schloss diesen Studiengang mit dem Titel „Bauingenieur“ ab. Von 1953 bis 1973 war er als Architekt im VEB BK Leipzig (Hochbauprojektierung I) beschäftigt.

## Bauten (Auswahl)
Unter Böhmes Leitung wurde für die Stadt Leipzig die 5-Mp-Plattenbauweise entwickelt. Von 1963 bis 1966 wurden zunächst 4-geschossige Plattenbauten mit Walmdach im WK Leipzig-Sellerhausen erbaut. Ab 1966 errichtete Erich Böhme zusammen mit Eduard Regula und Martin Winkler die 8-10-geschossigen Plattenbauten am Leipziger Johannisplatz. Von 1966 bis 1968 entstand in Probstheida das über 300 Meter lange zehngeschossige Wohnhaus Lange Lene. Zuvor war er von 1963 bis 1966 an der Planung des 8-geschossigen Plattenbaus in der Windmühlenstraße beteiligt.
Von 1968 bis 1971 entwickelte Erich Böhme zusammen mit Thomas Oechelhäuser die Variante „Leipzig“ des Wohnungstyps P2/11. Damit wurde der Wohnkomplex an der Straße des 18. Oktober mit vielen architektonischen Details geschaffen:
Loggien mit Farbglas-Brüstungen, Keramikmosaiken, Betonstrukturen an den Giebeln, vor den Verteilergängen setzten Betonformelemente Akzente. Die Variante „Leipzig“ des Wohnungstyps P2/11 wurde aber nicht nur von 1968/1971 bei den Wohneinheiten in der Leipziger Straße des 18. Oktober angewendet. Auch beim  Wohnkomplex „J. R. Becher“ in Lößnig wurde 1971 mit der Variante „Leipzig“ des Wohnungstyps P2/11 gearbeitet. So entstand von 1971 bis 1975 östlich der Zwickauer Straße das Neubaugebiet Lößnig mit 3082 Wohnungen in ausschließlich elfgeschossigen Wohnblöcken (→ Plattenbauten in Leipzig).
Als Abrundung des Astoria-Komplexes am nördlichen Rand des Leipziger Stadtzentrums wurden 10-geschossige Wohnbauten des Mittelgangtyps in 5-MP-Querwandbauweise mit 275 Wohneinheiten für Internatsnutzung, in der Ostseite der Gerberstraße mit 320 Wohneinheiten gebaut. Die Wohngebäude Gerberstraße 16/Kurt-Schumacher-Straße zeigen eine neue Fassadengliederung, die wesentlich durch vertikal versetzte Betonstrukturelemente von Harry Müller bestimmt wird.

Bauten von Erich Böhme
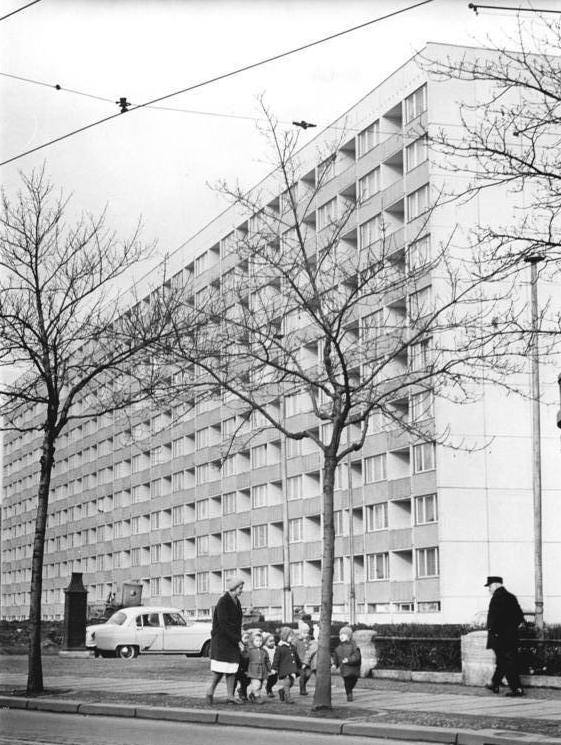
Leipzig, Johannisplatz, Neubauten, Wohnblock (1966)
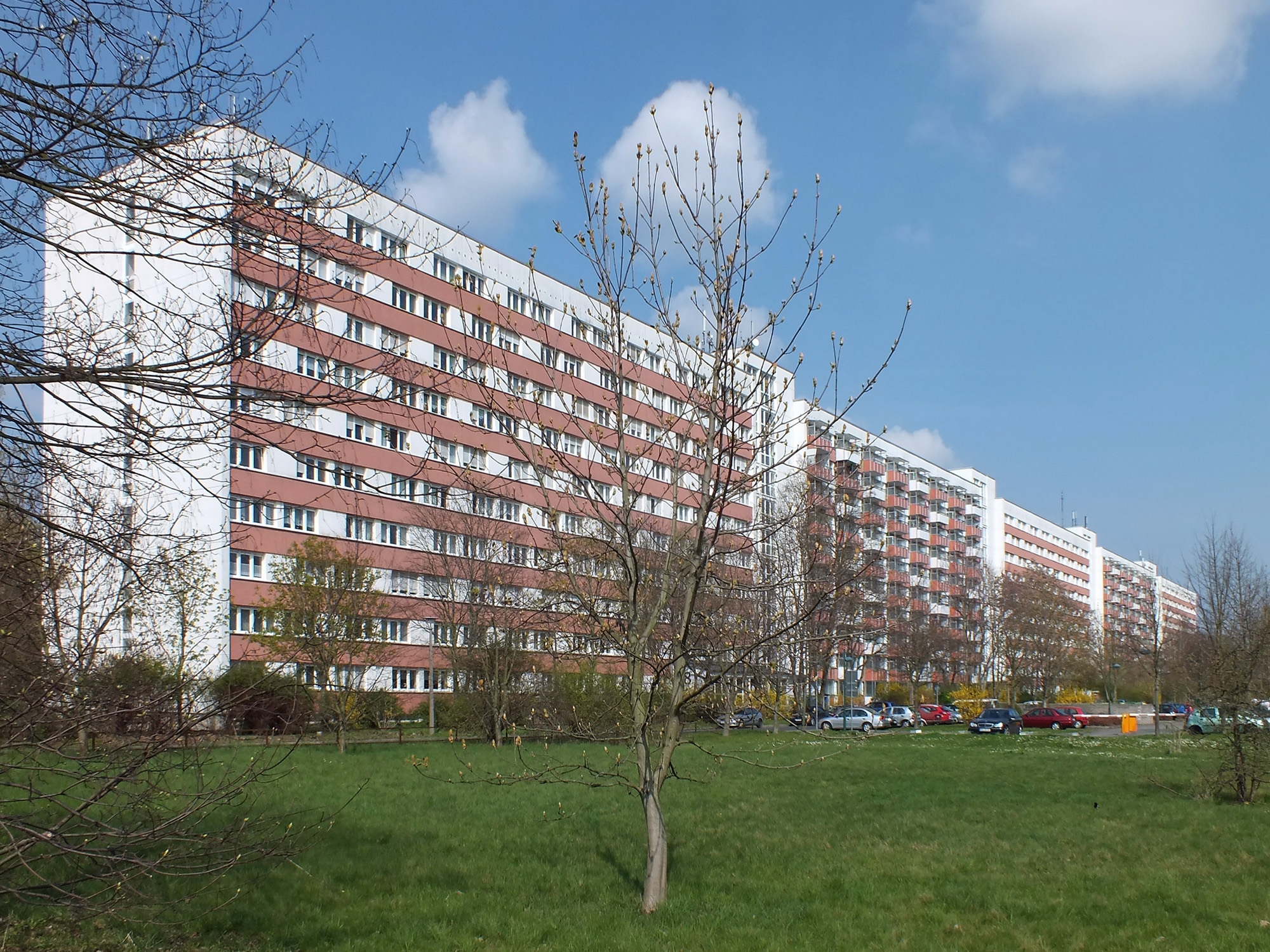
Lange Lene in Probstheida (2012)
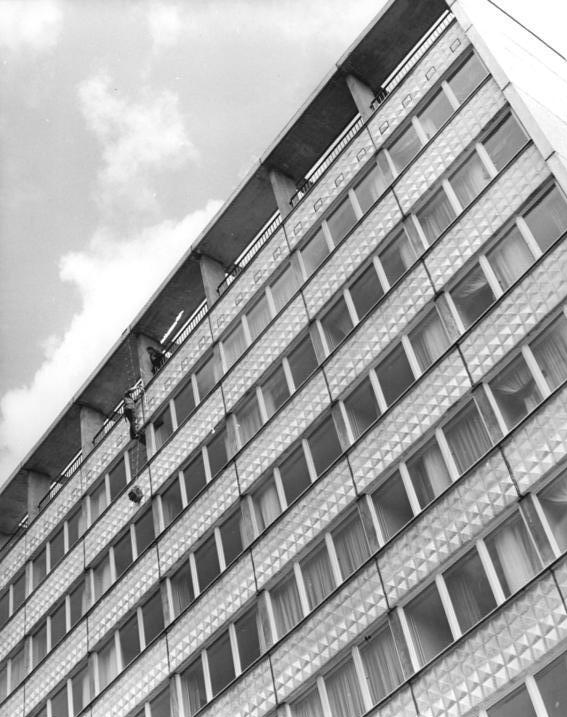
Leipzig, Straße des 18. Oktober, Neubauten, Wohnblock (1969)
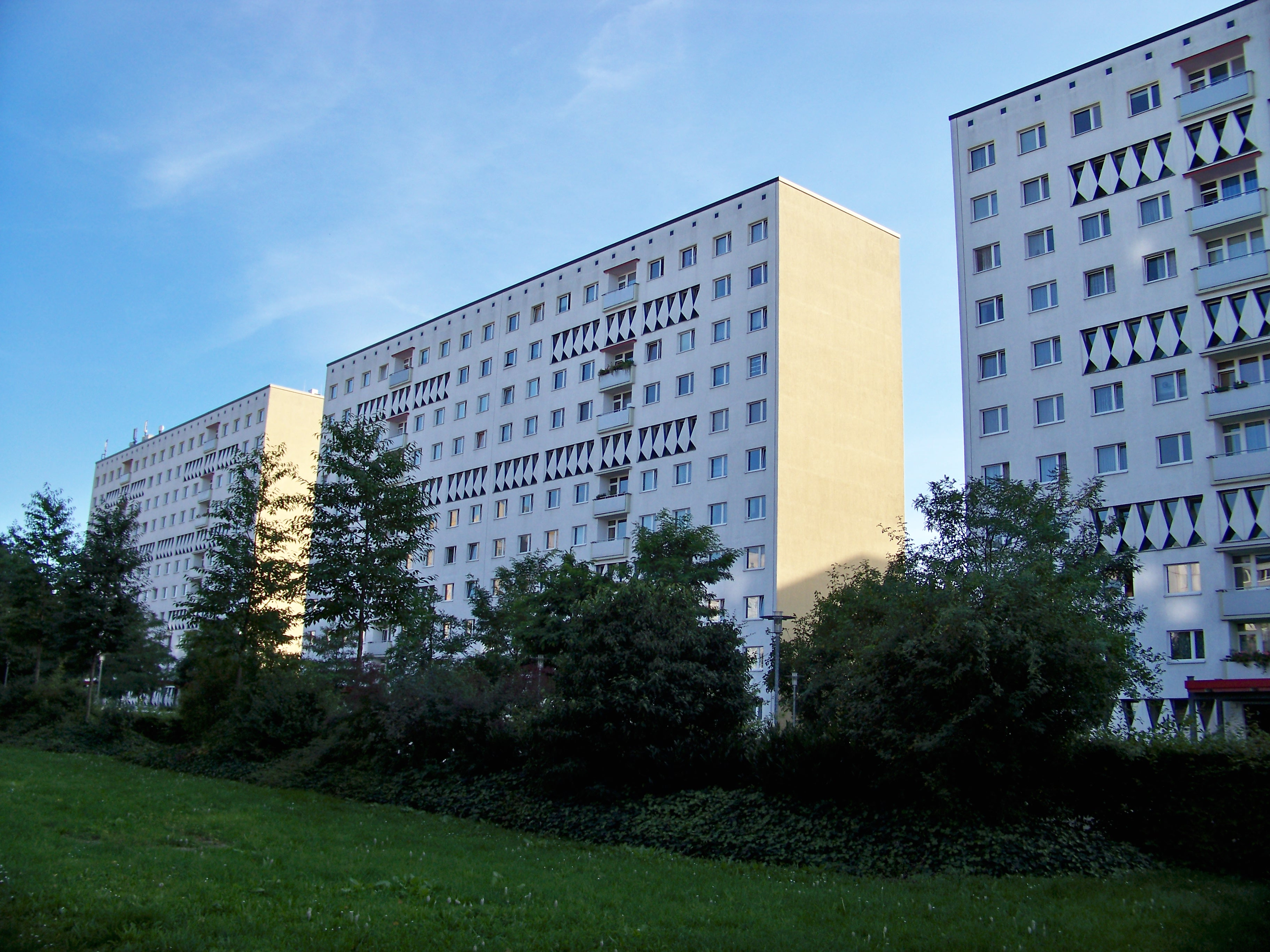
Plattenbauten an der Straße des 18. Oktober (2010)
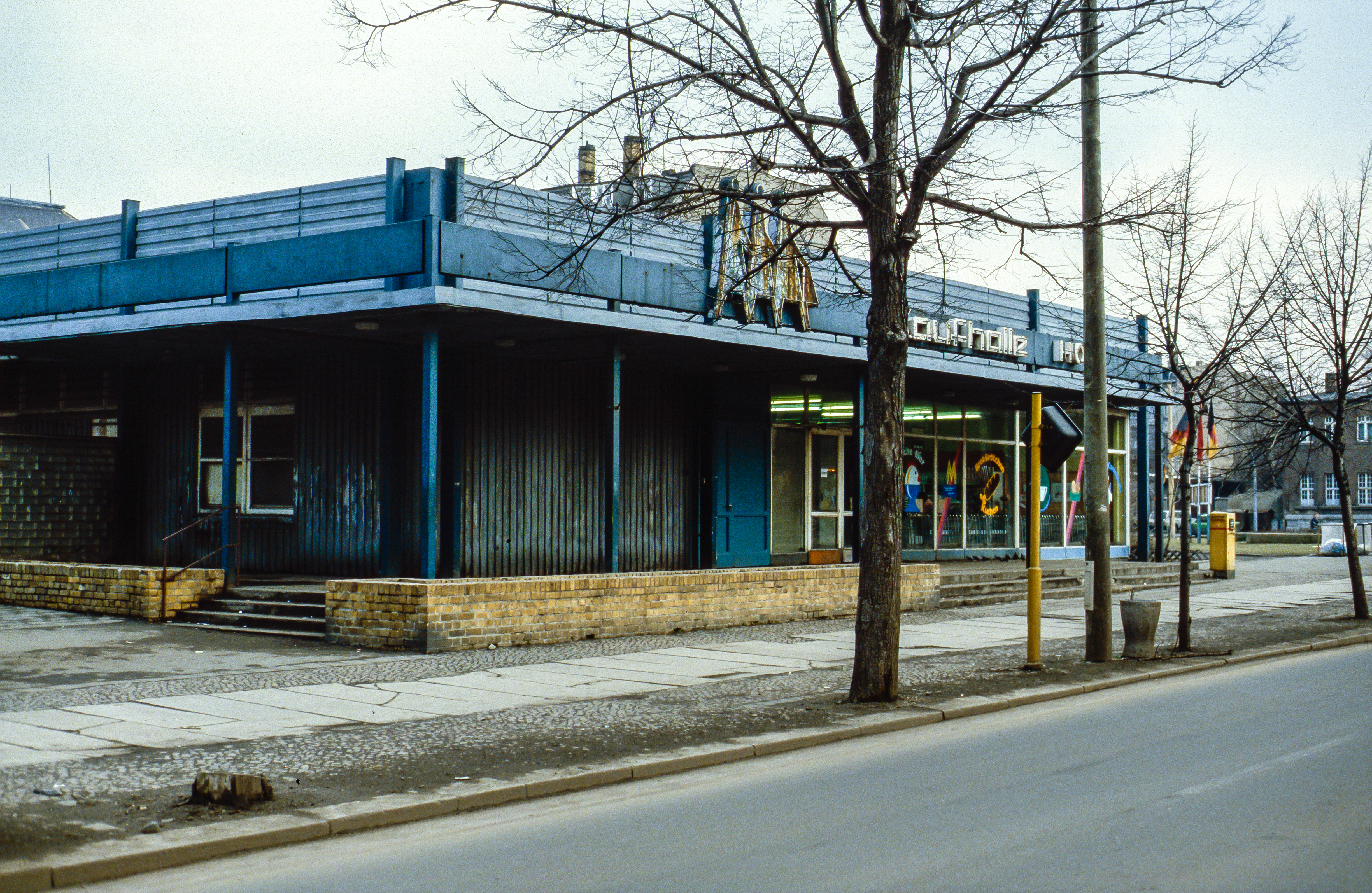
Kaufhalle in der Karl-Liebknecht-Straße am Connewitzer Kreuz (1986)

## Bewertung
Der Kunsthistoriker Christoph Glorius bewertete die Arbeit von Erich Böhme folgendermaßen:

„Wenn auch Erich Böhmes Tätigkeit eine persönliche Handschrift vermissen läßt, so könnte sein langjähriges Wirken im Leipziger Wohnungsbau doch eine exemplarische DDR-Berufslaufbahn verkörpern, die von Geradlinigkeit und dem Bemühen gekennzeichnet ist, die damaligen Ansprüche in solide Architekturlösungen umzusetzen.“

## Schriften
- Mittelganghaus Typ Leipzig. Wohnungstyp P 2/11 in Leipzig. In: Deutsche Architektur 1972, Nr. 2, S. 81.